# Spyker C8
El Spyker C8 es un automóvil superdeportivo de motor central y tracción trasera, con diseño retrofuturista inspirado en la aviación fabricado por la empresa neerlandesa Spyker Cars. Fue diseñado por Maarten de Brujin y se fabrica en Zeewolde, Países Bajos. Es el único coche de producción de la marca tras su resurgimiento en 1999, aunque no fue el primero creado (ya que ese fue el Spyker Silvestris V8, pero fue un prototipo). Actualmente se encuentra en su tercera generación, llamada C8 Preliator.

## Primera generación (2000-2012)
Este fue el segundo coche fabricado por Spyker (tras el Silvestris V8) después de su regreso en 1999. También es la generación más exitosa del modelo. La primera versión fue el descapotable, C8 Spyder, en el año 2000, seguido de un coupé llamado Laviolette en el año 2001. Luego surgieron diferentes versiones, todas con el conocido motor 4.2 V8 de Audi:
- C8 Spyder (2000): versión descapotable, la más básica, con 400 cv. Tras la aparición de una versión con carrocería larga, este modelo pasó a llamarse Spyker C8 SWB.
- C8 Spyder T (2003): versión descapotable potenciada a 525 cv. Para ello se añadieron dos turbos al motor 4.2 V8.
- C8 Laviolette (2001): versión coupé más básica, con 400 cv.
- C8 Laviolette LM85 (2009): serie limitada a 24 unidades para conmemorar las participaciones de Spyker en las 24 Horas de Le Mans. Su decoración es similar a la del C8 de carreras.
- C8 Double 12S (2002): es la versión legal para la calle del C8 de competición, con el propósito de cumplir el reglamento de la FIA para la categoría GT2 de fabricar un coche de producción. Se ofreció con diferentes niveles de potencia entre 400 y 620 cv.
- C8 Double 12R: Este coche fue diseñado para las 24 Horas de Le Mans, aumentando su potencia a 480 caballos de potencia.
- C8 Spyder GT2-R

## Segunda generación: Aileron (2008-2018)
Se presentó por primera vez en el Salón del automóvil de Ginebra en el año 2008. Presenta líneas mucho más suaves sin dejar de lado el aspecto retro basado en la aviación, e incorpora diversas novedades como un techo de vidrio dividido en dos, que sería luego utilizado en otros prototipos de la marca como el C12 Zagato o los D8 y D12 Peking-to-Paris. Este coche no participó en competición como sí hizo la primera generación. 
En el apartado mecánico, se mantuvo el motor Audi 4.2 V8 de 400 cv, que poco antes de la aparición del Aileron había sido utilizado en el Audi R8. Sus diversas versiones son:
- C8 Aileron (2008): El coupé, versión básica.
- C8 Aileron Spyder (2009): La variante descapotable, radicalmente distinta en planteamiento al C8 Spyder ya que ahora sí incluye capota de lona de accionamiento eléctrico. El motor es el mismo del resto de C8, pero fue presentado en el Concorso d'Elegance de Pebble Beach en agosto de 2009, un año y medio después que el coupé.
- C8 Aileron LM85 (2017): Serie limitada para conmemorar el fin de la producción del Aileron, con decoración especial de varios colores a elegir, rojo, naranja o dorado, y el motor biturbo de 525 cv.

## Tercera generación: Preliator (2016-presente)
Se presentó en el Salón del Automóvil de Ginebra de 2016, y con un diseño algo más angular, continuó con la tradición de los diseños de la marca, con un diseño nuevo y tecnología más avanzada. Una de las novedades más importantes de esta generación fue la introducción de un motor Koenigsegg 5.0 V8, pero finalmente en 2018 se volvió a recurrir al motor Audi de 525 cv al no poder llegar a un acuerdo entre ambas marcas. En el Salón del automóvil de Ginebra de 2017 se presentó la versión descapotable del Preliator.

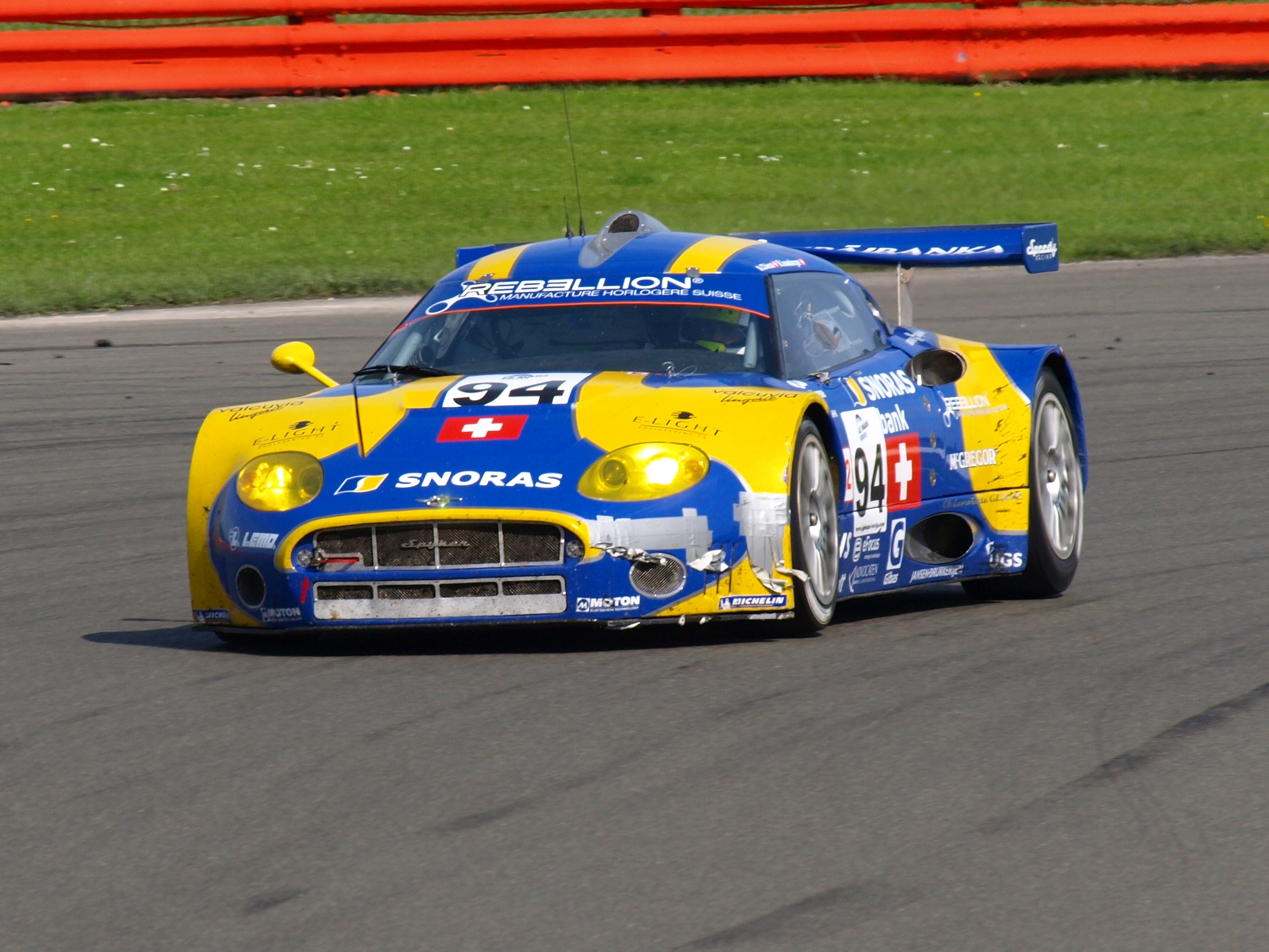
Spyker C8 Laviolette GT2-R corriendo en el Circuito de Silverstone 2008

## El C8 en la cultura popular
En la película Basic Instinct 2, Sharon Stone conduce un C8 Laviolette.
En la película War, sale un C8 Spyder.
El C8 Spyder aparece en el episodio 4x07 de Top Gear, siendo probado por Jeremy Clarkson. Su tiempo de vuelta en la pista fue de 1:27.3, estando actualmente ubicado en el puesto 140.º de la clasificación.
El Spyker C8 ha tenido aparición reciente en sus distintas versiones en los juegos de conducción. El C8 GT2-R aparece en Forza Motorsport 3 (contenido descargable), Forza Motorsport 4 y Race Driver: Grid. El C8 Laviolette está incluido en Gran Turismo 4, Gran Turismo PSP, Gran Turismo 5, Gran Turismo 6 y Test Drive Unlimited. El C8 Spyder y Spyder T son parte del Megapack de Test Drive Unlimited. Por su parte el C8 Aileron ha aparecido en DriveClub, Forza Motorsport 4, The Crew (DLC), The Crew 2 (DLC) y Test Drive Unlimited 2, en este último exclusivamente en su versión de Xbox 360. El Aileron Spyder aparece en todas las plataformas de Test Drive Unlimited 2 como parte del DLC Casino. La versión más reciente del Spyker C8, el Preliator, aparece como premio de temporada de Asphalt 8: Airborne y CSR2, pero en la actualidad no es posible conseguirlo.

## Galería

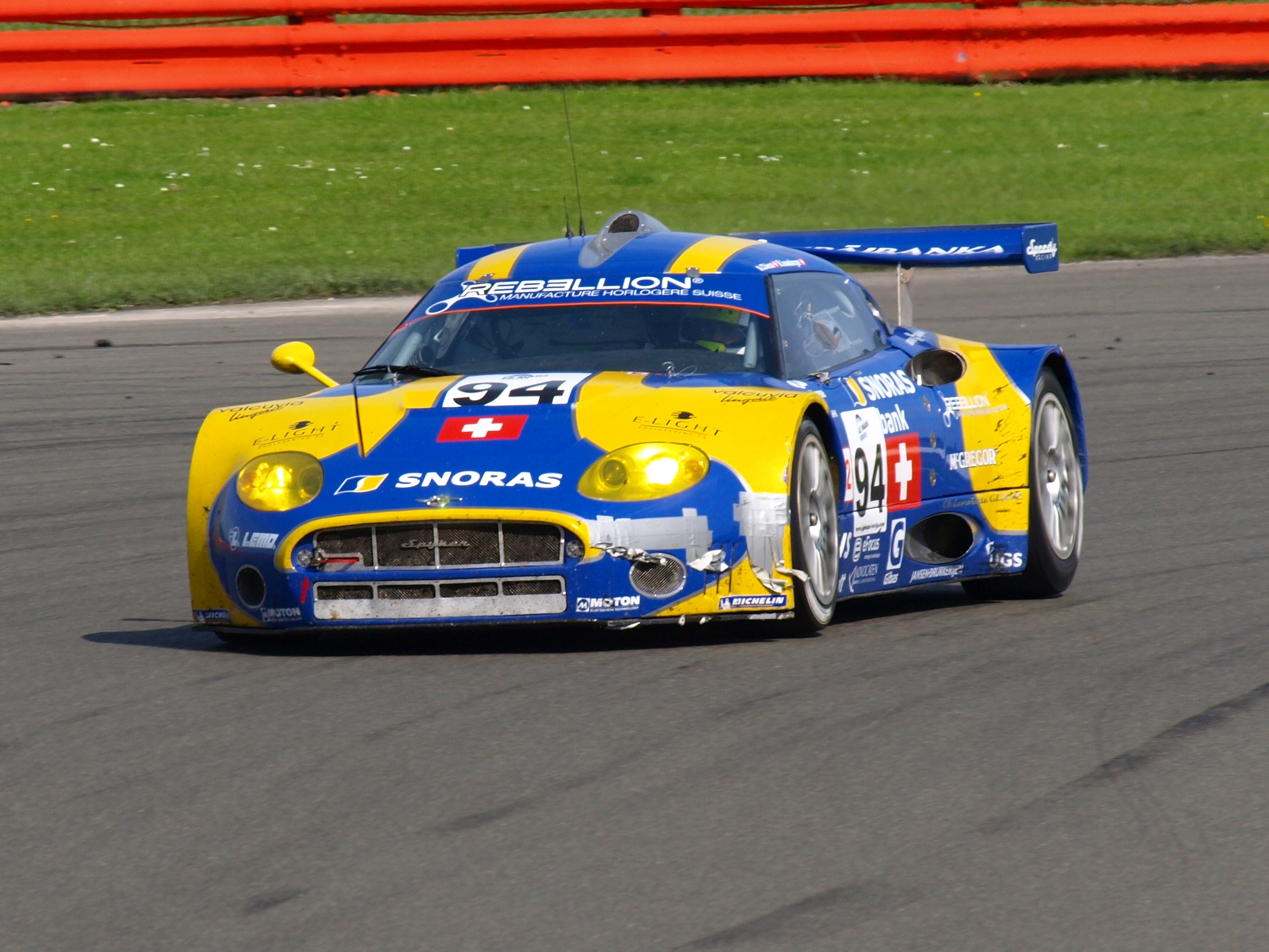
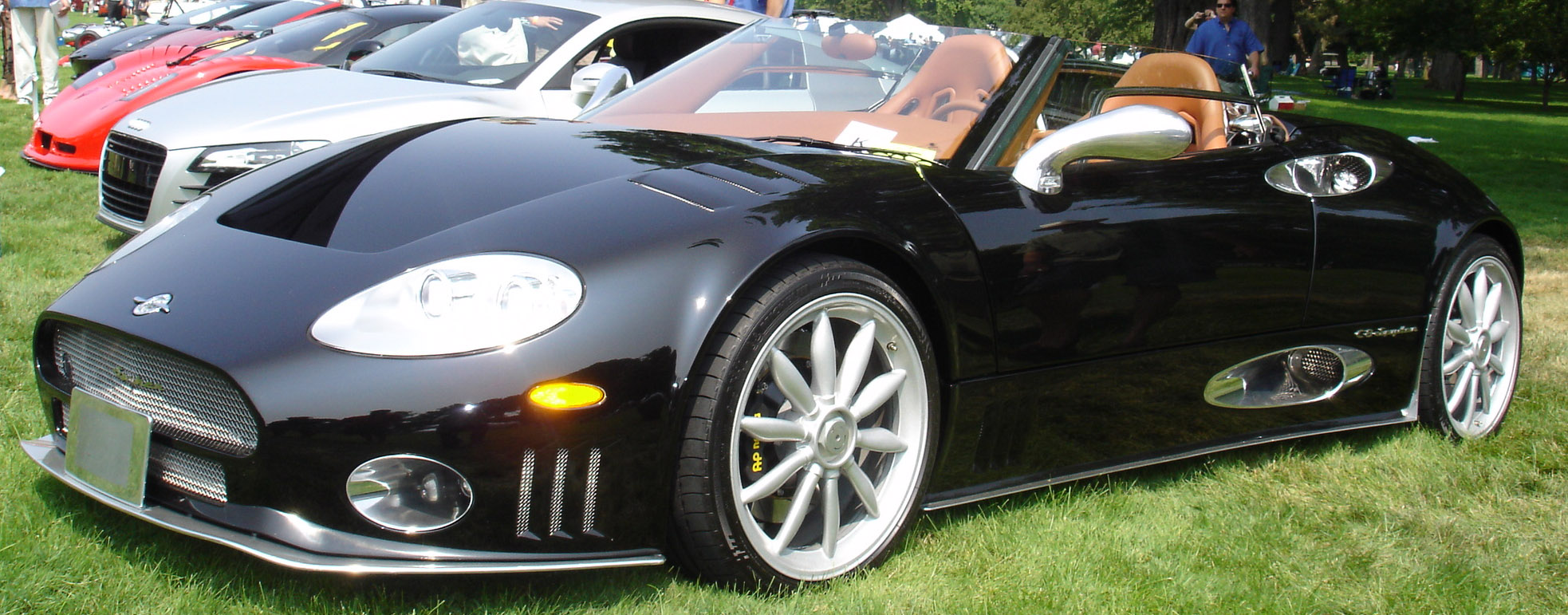
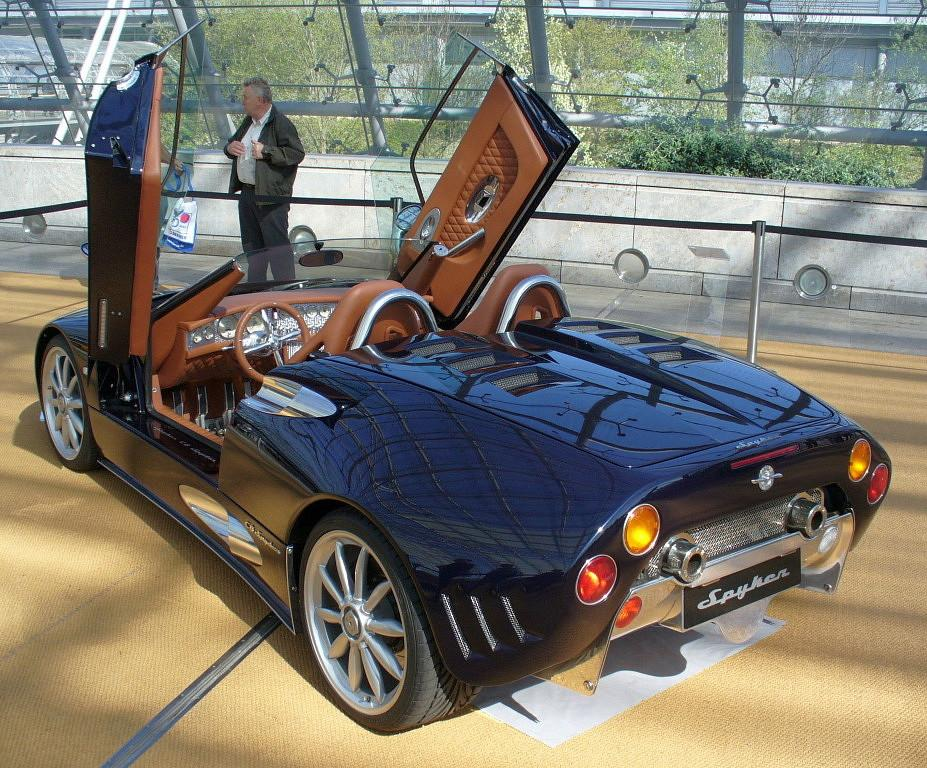
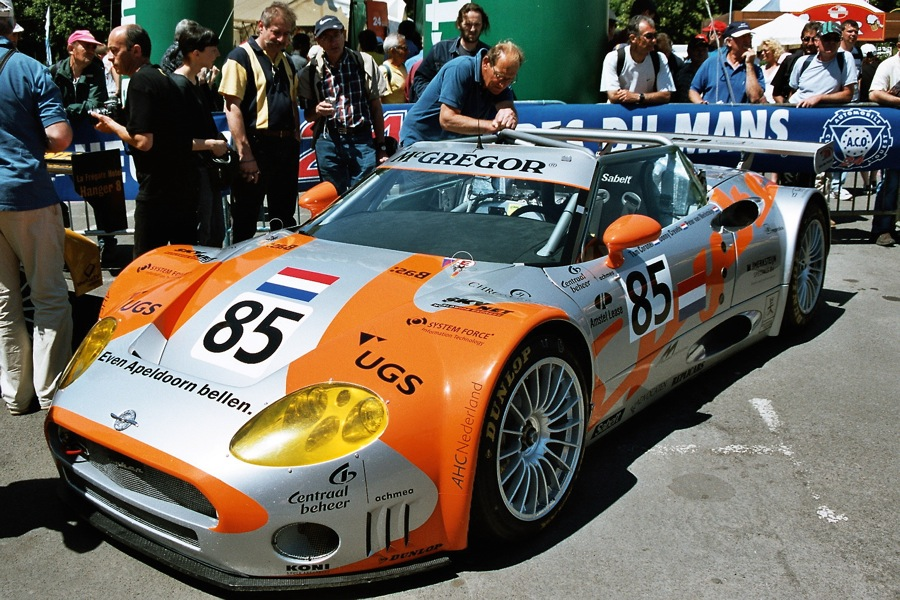
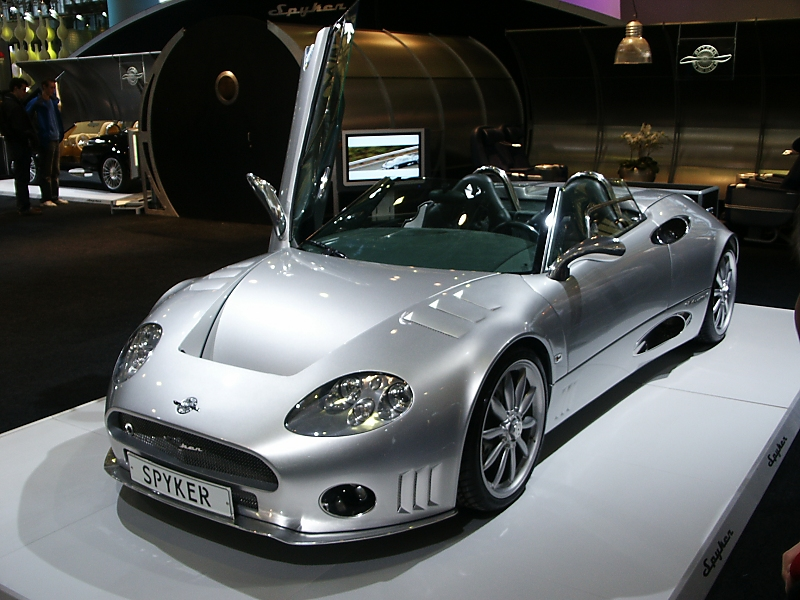
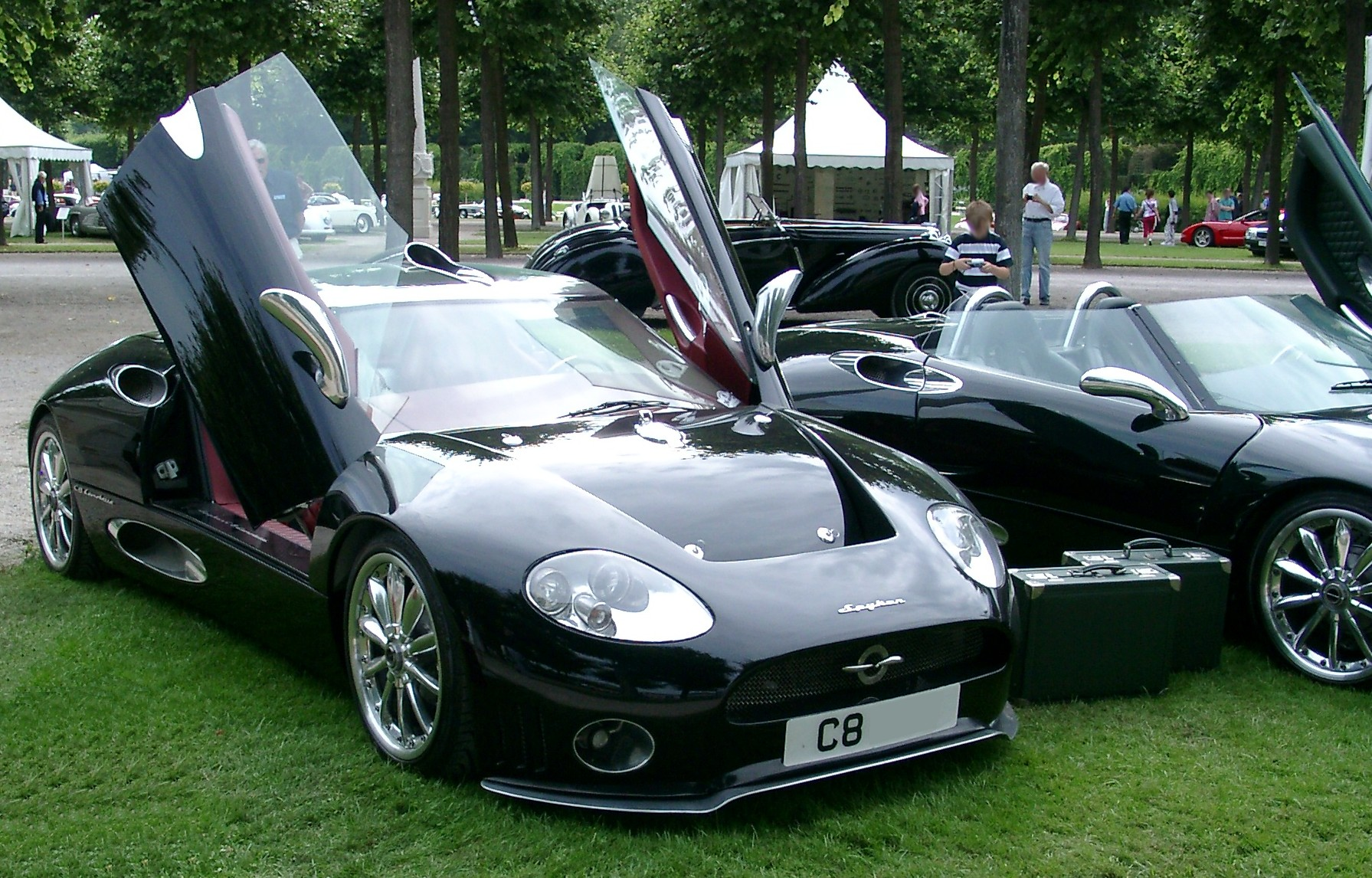
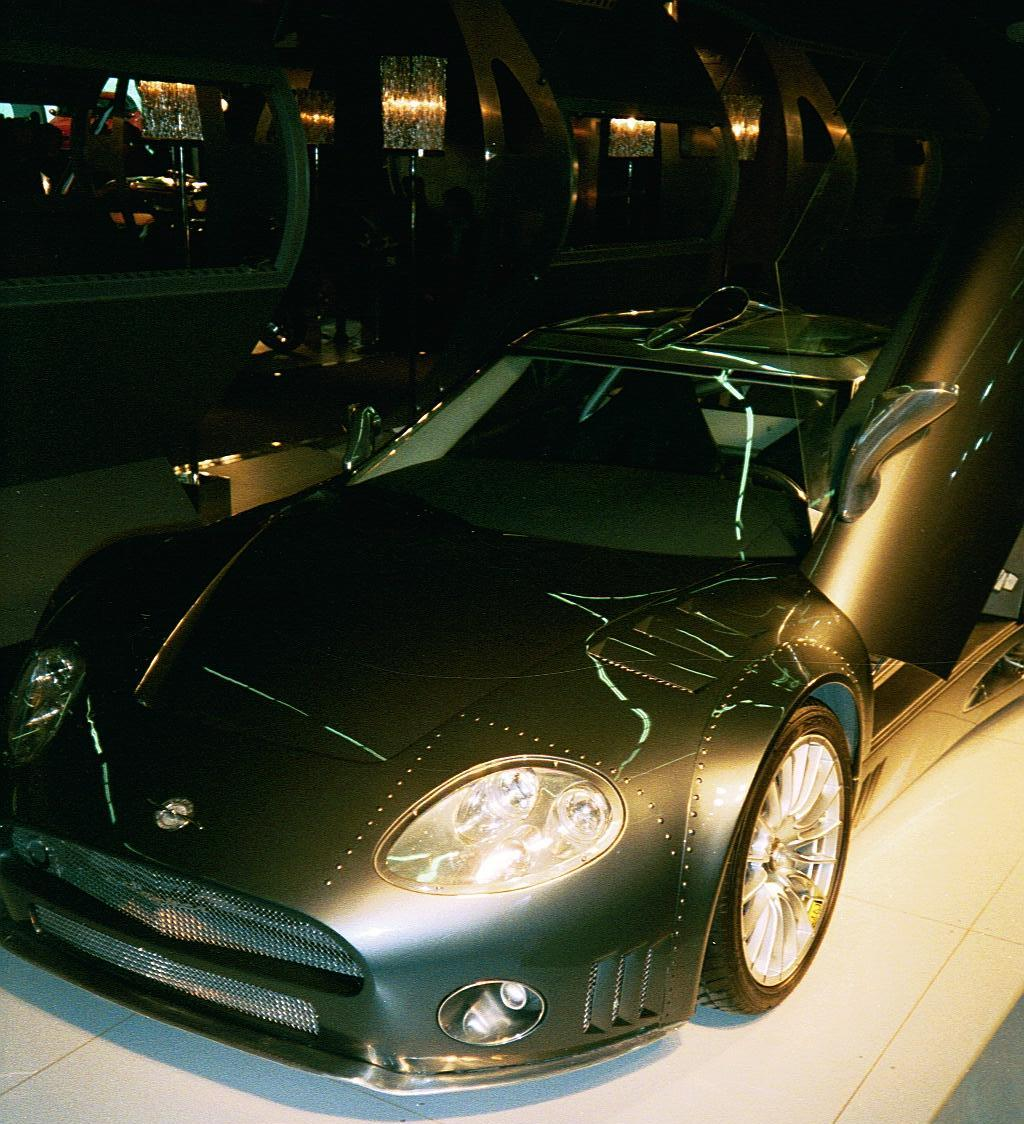